# Apostolska nunciatura v Andori
Apostolska nunciatura v Andori je diplomatsko prestavništvo (veleposlaništvo) Svetega sedeža v Andori.
Trenutni apostolski nuncij je Renzo Fratini.

## Seznam apostolskih nuncijev
- Lajos Kada (6. marec 1996–1. marec 2000)
- Manuel Monteiro de Castro (1. marec 2000–20. avgust 2009)
- Renzo Fratini (20. avgust 2009–danes)